# Mauricio Banchieri
Mauricio Banchieri es un empresario y emprendedor chileno. Banchieri es el Comisionado de Comercio de Chile en Nueva York. Él es miembro de la junta directiva de la Cámara de Comercio chileno americana de Nueva York. Él es el fundador de Puro Chile.

## Vida
Banchieri nació en Santiago, Chile. Es licenciado en Ciencias de la Administración de Empresas (Ingeniería Comercial) de la Universidad Nacional Andrés Bello y obtuvo su maestría de ciencias de la información de la American University, en Washington D. C.

## Carrera
En 2004 Mauricio Banchieri y su socio fundaron la firma de tecnología móvil MZZO en Chile.La firma, definida como agencia móvil, se inició muy vinculada a dar el soporte tecnológico de mensajería de texto para programas y concursos de televisión.
De acuerdo a Newsweek, en 2009 Banchieri abrió sus tiendas para promover "los mejores productos y servicios que Chile tiene para ofrecer." Puro Chile y Puro Vino sirven como nicho de mercardo que promueven la cultura chilena en Nueva York a través de artículos de lujo, gastronomía, productos textiles, y el vino. En 2014, The Wall Street Journal clasificó a Puro Chile como una de las mejores tiendas con el modelo de negocio con productos exclusivo de su país.
Banchieri fue el elegido por los académicos de la Facultad de Economía y Negocios de la Universidad Andrés Bello como merecedor del premio Alumni 2012, como el exalumno más destacado de esta facultad.
Banchieri es miembro de la junta directiva de la Cámara de Comercio chileno americana de Nueva York. En enero de 2015, participó como miembro de jurado en la conferencia organizada por la Cámara de Comercio chileno americana sobre los negocios y la economía en América Latina.

### Comisionado de Comercio de Chile
Mauricio Banchieri, ha sido nombrado el Comisionado de Comercio de Chile en Nueva York. Su rol en ProChile aporta al sector privado y la experiencia de importación a la organización de comercio oficial al mercado enfocado.